# Heinz-Joachim Rothenburg
Heinz-Joachim Rothenburg (ur. 9 kwietnia 1944 w Luckenwalde) – wschodnioniemiecki lekkoatleta specjalizujący się w pchnięciu kulą.
W 1972 oraz 1976 startował w igrzyskach olimpijskich zajmując odległe miejsca w finałach. Trzy razy stawał na podium halowych mistrzostw Europy, a dwa razy zdobywał medale mistrzostw Europy. Rekord życiowy: stadion – 21,32 (3 czerwca 1972, Poczdam); hala – 20,87 (10 marca 1974, Göteborg).

## Osiągnięcia
| Rok  | Impreza                     | Miejsce   | Lokata      | Wynik |
| ---- | --------------------------- | --------- | ----------- | ----- |
| 1969 | Europejskie igrzyska halowe | Belgrad   | 3. miejsce  | 18,69 |
| 1969 | Mistrzostwa Europy          | Ateny     | 2. miejsce  | 20,05 |
| 1970 | Halowe mistrzostwa Europy   | Wiedeń    | 2. miejsce  | 19,70 |
| 1971 | Halowe mistrzostwa Europy   | Sofia     | 5. miejsce  | 19,32 |
| 1971 | Mistrzostwa Europy          | Helsinki  | 2. miejsce  | 20,47 |
| 1972 | Halowe mistrzostwa Europy   | Grenoble  | 4. miejsce  | 19,90 |
| 1972 | Igrzyska olimpijskie        | Monachium | 11. miejsce | 19,74 |
| 1974 | Halowe mistrzostwa Europy   | Göteborg  | 2. miejsce  | 20,87 |
| 1976 | Igrzyska olimpijskie        | Montreal  | 10. miejsce | 19,79 |